# Olympische Winterspiele 1936/Teilnehmer (Luxemburg)
| Gelbes Symbol für Goldmedaillen mit stilisierten Olympischen Ringen | Graues Symbol für Silbermedaillen mit stilisierten Olympischen Ringen | Braundes Symbol für Bronzemedaillen mit stilisierten Olympischen Ringen |
| ------------------------------------------------------------------- | --------------------------------------------------------------------- | ----------------------------------------------------------------------- |
| —                                                                   | —                                                                     | —                                                                       |

Luxemburg nahm an den IV. Olympischen Winterspielen 1936 in Garmisch-Partenkirchen mit einer Delegation von 4 Athleten an 2 Sportarten teil.

## Teilnehmer nach Sportarten

### Bobsport(4)
Zweierbob I (Platz 22)
- Raoul Weckbecker
- Géza Wertheim

Zweierbob II (Platz – nach Sturz im 4. Lauf nicht platziert)
- Henri Koch
- Gustav Wagner

### Ski Alpin(1)
Männer
- Raoul Weckbecker (Platz -)